# Sociaal Zandvoort
Sociaal Zandvoort was een lokale politieke partij in de gemeente Zandvoort. De partij is in 2010 opgericht door Willem Paap voor de raadsverkiezingen van 2010. Bij die verkiezingen behaalde de nieuwe partij een zetel in de gemeenteraad. In 2014 behield de partij zijn zetel in de raad. De partij wil samen met de burgers werken aan een sociaal Zandvoort. Zo heeft de partij in haar eerste jaar in de gemeenteraad gepleit voor gratis parkeren voor invaliden en zwemlessen voor ouderen. De partij streeft naar het verkrijgen van verbondenheid tussen inwoners, ondernemers en toeristen.
Ook vindt Sociaal Zandvoort dat mensen moeten werken en desnoods iets terug moeten doen voor de samenleving. Eigen bijdragen behoren inkomensafhankelijk te worden en huisartsenposten moeten langer open. Ook pleit de partij voor het behoud van de cultuur en historie en is daardoor fel tegen de verkoop en eventuele sloop van de Nieuwe watertoren.
Sinds 19 maart 2014 zit fractievoorzitter Willem Paap namens Sociaal Zandvoort in de gemeenteraad met een zetel. Bij de raadsverkiezingen van 2018 verloor de partij haar enige zetel en keerde niet meer terug in de gemeenteraad.